# Dimeback (fútbol americano)

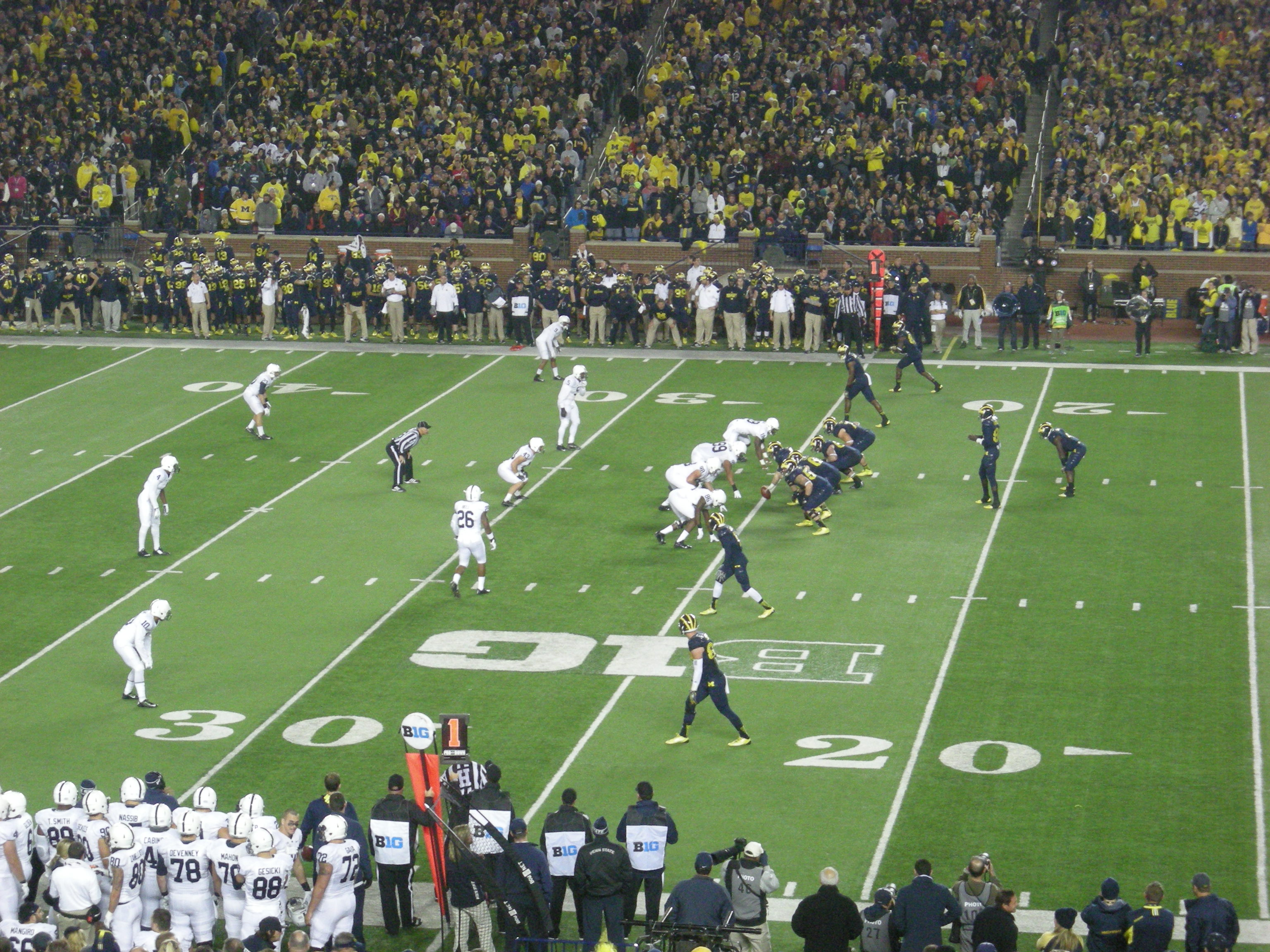
Jugada del fútbol

Dimeback es un anglicismo utilizado para referirse a una posición en el fútbol americano. Técnicamente, un dimeback es un cornerback extra, que sirve como un sexto defensive back (un cuarto cornerback) en un equipo defensivo.  El tercer cornerback en una defensiva es conocido como un nickelback. La posición de dimeback está esencialmente relegada a cornerbacks de reserva, ya que no juegan como cornerbacks titulares. Los dimebacks usualmente son jugadores rápidos porque deben ser capaces de mantenerse a la par en jugadas de pase donde se usen más de tres wide receivers.
Dimebacks entran a jugar cuando la defensiva usa una formación "Dime" la cual usa a seis defensive backs en vez de cuatro o cinco.  Usualmente, un dimeback reemplaza a un linebacker para ganar un hombre más para defenderse en una jugada por pase.
- Datos: Q3707715